# Pogonioefferia kelloggi
Pogonioefferia kelloggi là một loài ruồi trong họ Asilidae. Pogonioefferia kelloggi được Wilcox miêu tả năm 1966. Loài này phân bố ở vùng Tân Bắc giới.